# Подъёмник для туалета
Подъемник для туалета — это реабилитационные приспособления для улучшения доступности туалетов для пожилых людей и людей с ограниченными возможностями.
Они помогают в переносе с инвалидных колясок на унитазы и способны предотвратить падения. Тем не менее слишком высокие подъемники могут увеличить риск падения.
Некоторые люди считают пластиковые подъемники непривлекательными и несущими клеймо. Подъемники могут мешать другим людям пользоваться унитазом.